# Ледяная пещера вулкана Бандера
Ледяная пещера вулкана Бандера (Bandera Volcano Ice Cave), также известная как Ледяная пещера Зуни, представляет собой разрушенную лавовую трубку в Нью-Мексико с внутренней температурой значительно ниже, чем температура поверхности грунта в летнее время; он содержит многолетний лед. Внутренняя температура может колебаться от −1 до 10 °C (от 31 до 50 °F). Некоторые участки пещер никогда не достигают температуры выше нуля. В течение многих лет местные жители использовали пещеру для хранения еды.

## Геология
Лавовая трубка образовалась во время извержения кратера Бандера где-то между 9,5 и 10,9 тыс. лет назад, во время одного из многочисленных базальтовых извержений на вулканическом поле Зуни-Бандера за последний миллион лет (Laughlin et al., 1993). Шлаковый конус кратера имеет высоту 900 футов и достигает 8,309 футов над уровнем моря. В результате извержения образовалось множество образований помимо лавовых труб, включая шлаковый конус, ямы обрушения, конусы брызг и хребет. Тип лавы — Аа, более вязкая, чем базальтовая лава. В этом районе есть множество лавовых труб и несколько ледяных пещер, в том числе Гигантская ледяная пещера. Одна из них была построена как коммерческая ледяная пещера возле торгового поста Канделария. Некоторые из лавовых трубок в этом районе имеют длину более 17 миль.

## Место расположения
Пещерная система расположена на территории лавовых полей Эль-Мальпаиса в пределах национального памятника Эль-Мальпаис. Пещера расположена по координатам 34° 59,556' N, 108° 4,926' W.

## Галерея
- Ice Cold
- Ice Cave Icicles
- Down in the Depths
- Descension into the Ice Cave